# Trzęsienie ziemi w Baghlan (2012)
Trzęsienie ziemi w Baghlan (2012) – trzęsienie ziemi o magnitudzie 5,4, które nastąpiło 11 czerwca 2012 roku o godzinie 9:32 czasu lokalnego, w prowincji Baghlan. W jego wyniku śmierć poniosło 75 osób, a rannych zostało 13 osób.

## Trzęsienie
Wstrząs główny miał magnitudę 5,4 i nastąpił o godzinie 9:32 czasu lokalnego. Pierwsze wstrząsy wtórne odnotowano 25 minut później. Epicentrum trzęsienia ziemi znajdowało się 160 kilometrów na południowy zachód od miasta Fajzabad.

## Skutki
Wstrząsy spowodowały wiele zniszczeń w prowincji Baghlan. Zostało uszkodzonych wiele domów, które w tym regionie najczęściej są budowane z gliny.
Trzęsienie ziemi wywołało liczne lawiny błotne. Jedna z nich całkowicie zniszczyła wioskę Sayi Hazara. Lawina zniszczyła 23 domy znajdujące się w wiosce oraz spowodowała śmierć wszystkich przebywających w nich ludzi. W Sayi Hazarze ocalał zaledwie jeden dom. Większość ofiar w wiosce to kobiety i dzieci; mężczyźni w momencie trzęsienia ziemi pracowali na polach uprawnych. 14 czerwca została odwołana akcja ratownicza w wiosce, gdyż uznano, że po czterech dniach nie ma szans na odnalezienie żywych osób. Znaleziono zaledwie pięć ciał ofiar. Rząd Afganistanu ogłosił miejsce, w którym znajduje się Sayi Hazara miejscem pamięci, natomiast lokalni przywódcy religijni zaproponowali by nazwać zbocze, na którym leżała wioska, „Wzgórzem Męczenników”.